# Musée de la Marche de Brandebourg
Le musée de la Marche de Brandebourg (en allemand : Märkisches Museum) est un musée de la ville de Berlin en Allemagne. Ce musée d'histoire, fondée en 1874, rassemble des documents historiques, certificats officiels, pièces de monnaie, œuvres d’art religieuses et objets de la Préhistoire et Protohistoire provenant de Berlin et de la Marche de Brandebourg.
Le bâtiment de briques rouges qui abrite ces collections a été dessiné par l'architecte Ludwig Hoffmann et construit entre 1899 et 1908.